# Lacus Hiemalis

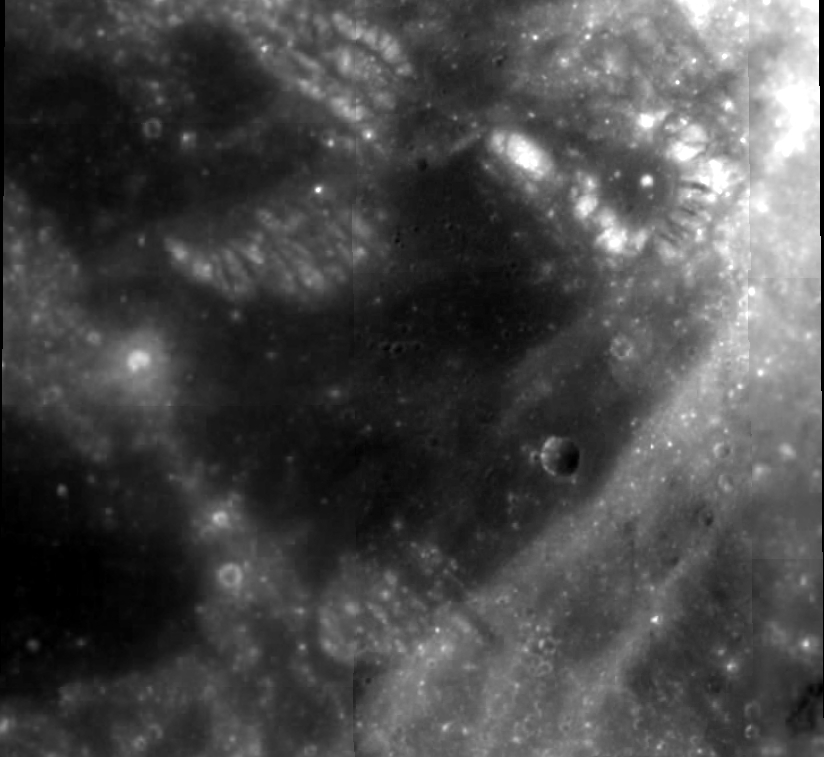
Lacus Hiemalis

Lacus Hiemalis (łac. Jezioro Zimy) - to małe morze księżycowe w krainie Terra Nivium. Jego współrzędne selenograficzne to 15,0° N, 14,0° E, a średnica wynosi 50 km. Nazwa została zatwierdzona przez Międzynarodową Unię Astronomiczną w roku 1976.